# 楚懷王
楚懷王（约前355年—前296年），羋姓，熊氏，名槐，楚國君主。父為楚威王，懷王任用佞臣令尹子蘭、上官大夫靳尚，寵愛鄭袖，為人利令智昏，國事日非。最後被秦昭襄王所騙，監禁於秦國至死，楚人皆悲之。
秦朝末年，群雄並起，前208年反秦的民變領袖陳勝敗亡後，當時反秦大將項梁（舊楚國將領项燕之子）立楚懷王之孫熊心為楚王，仍號「懷王」，以爭取楚人民心，又稱楚義帝。

## 簡介
前329年（楚威王十一年），楚威王去世，懷王即位。魏国趁机伐楚，攻取陉山。前323年（楚懷王六年），派柱国昭阳在襄陵（今河南省睢县西）战胜魏国，夺取八城，进而进攻齐国。前318年（楚懷王十一年），与燕国、韩国、魏国联合进攻秦国，楚懷王为纵约长，函谷关之战，没有获胜。
前313年（楚懷王十六年），秦國説客張儀欺騙懷王，要其以斷絕齊國之交換取秦國割讓六百里商之地，離間當時對秦國最大的威脅——齊國與楚國。懷王中計，與齊國斷交後，張儀稱給六里地。懷王惱怒不已，派屈丐為大將、逢侯丑為副將以十萬兵馬自天柱山西北出兵進攻秦國，被魏章大破於丹陽（今河南西峽以西、丹水以北地區），虜獲屈丐，斬首八萬；懷王再召集全國的部隊，發動進攻，再慘敗於藍田，接連兩場戰役併稱丹陽、藍田之戰；汉中之地被秦国夺取。前311年，秦國攻取楚國召陵，使楚國於此三戰皆敗後由盛轉衰。
到公元前306年（楚懷王二十三年），楚國乘越內亂的時候，聯合齊國進攻越國，佔領越國位於原吳國故地的國都，殺死越王無彊，把原來吳國一直到浙江的土地全部攻下，並設江東為郡。越國因此分崩離析，殘部逃往越國故地，各族子弟們競爭權位，有的稱王，有的稱君，居住在江南的沿海。
前305年（楚懷王二十四年），与秦昭襄王联姻结盟。前303年（楚懷王二十六年），被齐国、韩国、魏国围攻，将太子橫質于秦，求援，使三国退兵。
前302年（楚懷王二十七年），在秦國為人質的楚太子橫於私鬥中殺死一個秦國大夫，逃回楚國。
前301年（楚懷王二十八年），秦國報復，與齊國、韓國、魏國聯盟攻打楚國，殺敗楚將唐眛，奪走重丘。
前300年（楚懷王二十九年），秦國再次派兵攻打楚國，殺敗楚將景缺。楚懷王因恐懼秦國武力，派遣太子橫到齊國當人質。
前299年（楚懷王三十年）秦國攻佔了楚國八座城池，秦昭王約楚懷王在武關會面。懷王不聽昭雎、屈原勸告，決定前往武關，結果被秦國劫持，秦王脅迫懷王割让巫、黔中之地，懷王不肯。懷王被扣留期間，楚人立太子橫為王，是為楚頃襄王。 
前297年（楚頃襄王二年），韓、魏聯合攻秦至函谷關，楚懷王趁機逃走，秦人封鎖通往楚地的道路，懷王從小道逃到趙境，趙國不敢收留他，懷王企圖逃往魏國，但被秦國追兵捉回。
前296年（楚頃襄王三年）懷王在秦國病逝，秦國把遺體送還楚國，“楚人皆憐之，如悲親戚”。 屈原寫《思美人》紀念楚懷王。 

## 外交
- 對齊國：任內因貪圖秦國說客之言，與齊國斷交。
- 對三晉：友好關係尚可。
- 對秦國：有多次交戰記錄，多為敗仗。

## 家庭

### 妻妾
- 南：鄭袖，育有二子一女。
- 妃：魏美人，引起鄭袖嫉妒，被楚懷王下令處以劓刑（割鼻子之刑）

### 子女
- 楚頃襄王：鄭袖所生。
- 子蘭
- 阳文君
- 春申君歇

## 影視作品
- 《屈原》由李清飾演。
- 《屈原》由譚非翎飾演。
- 《大秦帝國之縱橫》、《大秦帝國之崛起》由彭波飾演。
- 《羋月傳》由曹征飾演。
- 《思美人》由喬振宇飾演。